# 11913 Svarna
11913 Svarna è un asteroide della fascia principale. Scoperto nel 1992, presenta un'orbita caratterizzata da un semiasse maggiore pari a 2,2673116 UA e da un'eccentricità di 0,1607752, inclinata di 5,01503° rispetto all'eclittica.